# Croire en ses rêves (téléfilm)
Croire en ses rêves (Casa Vita) est un téléfilm américain de Ernie Barbarash  avec Jean-Luc Bilodeau et Lindsey Morgan, diffusé en 2016 sur PixL (en) et en France le 18 août 2016 sur M6.

## Synopsis
Un joueur de baseball trouve l'amour en une cuisinière sur le point d'ouvrir son propre restaurant.

## Distribution
- Jean-Luc Bilodeau (VF : Alexandre Nguyen) : Early Lindstrom
- Esai Morales (VF : Vincent Violette) : Rodrigo Vita
- Lindsey Morgan (VF : Daniela Labbé-Cabrera) : Ariana
- Hector Bucio : Beto
- Patrick Fabian (VF : Edgar Givry) : Coach Willis
- Sherilyn Fenn : Marlene Lindstrom
- Joe Lando (VF : Maurice Decoster) : Cliff Lindstrom
- Casey Bond : Blake
- Michelle DeFraites (VF : Camille Donda) : Nikki
- Percy Daggs III (VF : Paolo Domingo) : Damon
- Kelsey Crane : Taylor
- Leith M. Burke : Dante
- Vic Chao : Max=

- Version française
  - Société de doublage : Nice Fellow
  - Direction artistique : Stéphane Marais
  - Adaptation des dialogues : Remi Jaouen

Source VF : carton de doublage français télévisuel et RS Doublage.